# Chrabrowo
Chrabrowo (russisch Храброво, deutsch Powunden) ist ein Ort nördlich von Kaliningrad im russischen Teil Ostpreußens, der Oblast Kaliningrad. Chrabrowo liegt im Rajon Gurjewsk und gehört zur kommunalen Selbstverwaltungseinheit Stadtkreis Gurjewsk.
Zu Chrabrowo gehören seit vor 1976 auch die Ortstellen Ellerkrug (ru. zunächst Raduschnoje), Kirchengrund (ru. zunächst Jasnoje) und Korreynen (ru. zunächst Dubrawa).

## Geographische Lage
Die Ortschaft liegt in der historischen Region Ostpreußen, im nördlichen Samland, 21 Kilometer nördlich von Königsberg (Kaliningrad).

## Ortsname
1258 erstmals als Feld Powunden erwähnt, leitet sich der Name von prußisch po-wundan ab: beim Wasser. Der russische Name leitet sich offenbar von dem Eigenschaftswort chrabry für kühn ab.

## Geschichte

Powunden, nördlich von Königsberg und unweit des Kurischen Haffs, auf einer Landkarte von 1910.

Der ehemals Powunden genannte Ort wurde Anfang des 14. Jahrhunderts gegründet und hatte einen Ordenshof. Urkundliche Erwähnung fand der Ort im Januar 1343, als Bischof Johannes von Samland seinem Kämmerer in Powunden zehn unbebaute Hufen zwischen den Dörfern Wiskiauten (russisch: Mochowoje), Bledau (Sosnowka) und Kiauten (Luschki) verlieh. Im Jahre 1255 wurde Powunden Sitz eines Bischofsvogtes.
Am 30. April 1874 wurde Powunden namensgebender Ort und Sitz einen neu gebildeten Amtsbezirks im Landkreis Königsberg (Preußen), 1939 bis 1945 Landkreis Samland, im Regierungsbezirk Königsberg der preußischen Provinz Ostpreußen. Am 15. März 1894 wurde die kommunalfreie Ortschaft Berbadien, am 11. Januar 1896 die Ortschaft Roppen (russisch: Schirokopolje) nach Powunden eingemeindet. Im Jahre 1910 registrierte die Landgemeinde 446 Einwohner, deren Zahl sich bis 1933 auf 498 und bis 1939 auf 702 steigerte. Am 1. April 1939 hatte die Eingemeindung von Twergaiten (russisch: Nadeschdino, nicht mehr existent) erheblich zu der Einwohnerzunahme beigetragen.
Nach dem  Zweiten Weltkrieg wurde Powunden mit dem nördlichen Ostpreußen unter sowjetische Verwaltung gestellt. Powunden erhielt 1947 den russischen Namen „Chrabrowo“. Gleichzeitig wurde der Ort in den Dorfsowjet Nowoselski selski Sowet eingeordnet. Seit 1958 war Chrabrowo Namensgeber eines Dorfsowjets, dessen Sitz sich in Matrossowo befand. Von 2008 bis 2013 war der Ort Sitz einer Landgemeinde und gehört nach dessen Auflösung seither zum Stadtkreis Gurjewsk.

### Amtsbezirk Powunden 1874–1945
Zu dem 1874 neu errichteten Amtsbezirk Powunden im Landkreis Königsberg (Preußen) gehörten anfangs neun Landgemeinden bzw. Gutsbezirke:
| Name                | Russischer Name                   | Bemerkungen                                                            |
| ------------------- | --------------------------------- | ---------------------------------------------------------------------- |
| Landgemeinden:      |                                   |                                                                        |
| Bollgehnen          | Gorlowka                          | 1897 in einen Gutsbezirk umgewandelt, 1928 nach Uggehnen eingegliedert |
| Powunden            | Chrabrowo                         |                                                                        |
| Twergaiten          | Nadeschdino                       | 1939 nach Powunden eingegliedert                                       |
| Uggehnen            | Matrossowo                        |                                                                        |
| Gutsbezirke:        |                                   |                                                                        |
| Carmitten           | Otradnoje                         | 1928 einen Landgemeinde umgewandelt                                    |
| Ellerkrug           | Raduschnoje, seit 2008: Chrabrowo | 1897 nach Powunden eingegliedert                                       |
| Heide (Adlig Heyde) |                                   | 1928 nach Bledau eingegliedert                                         |
| Roppen              | Schirokopolje                     | 1896 nach Powunden eingegliedert                                       |
| Berbadien           |                                   | 1894 nach Powunden eingegliedert                                       |

Am 1. Januar 1945 gehörten aufgrund der strukturellen Veränderungen lediglich noch drei Gemeinden zum Amtsbezirk Powunden: Karmitten, Powunden und Uggehnen.

### Chrabrowski selski Sowet/okrug 1958–2008
Der Dorfsowjet Chrabrowski selski Sowet (ru. Храбровский сельский Совет) wurde im April 1958 eingerichtet. Er entstand (im Wesentlichen) als Zusammenschluss der beiden Dorfsowjets Matrossowski selski Sowet und Nowoselski selski Sowet. Der nördliche Teil des Nowoselski selski Sowet gelangte allerdings (spätestens 1965) in den Muromski selski Sowet im Rajon Selenogradsk. Der Verwaltungssitz des Dorfsowjets war der Ort Matrossowo. Nach dem Zerfall der Sowjetunion bestand die Verwaltungseinheit als Dorfbezirk Chrabrowski selski okrug (ru. Храбровский сельский округ). Im Jahr 2008 wurden die verbliebenen Orte des Dorfbezirks in die Landgemeinde Chrabrowskoje selskoje posselenije übernommen.
| Ortsname                   | Name bis 1947/50                                  | Bemerkungen |
| -------------------------- | ------------------------------------------------- | --- |
| Berjosowka (Берёзовка)     | Schugsten                                         | Der Ort wurde 1950 umbenannt und war zunächst in den Dorfsowjet Matrossowski eingeordnet.                                                                 |
| Chrabrowo (Храброво)       | Powunden                                          | Der Ort wurde 1947 umbenannt und war zunächst in den Dorfsowjet Nowoselski eingeordnet. Er war der Namensgeber des Dorfsowjets/Dorfbezirks.               |
| Dubrawa (Дубрава)          | Korreynen                                         | Der Ort wurde 1947 umbenannt und war zunächst in den Dorfsowjet Nowoselski eingeordnet. Er wurde vor 1975 an den Ort Chrabrowo angeschlossen.             |
| Gorlowka (Горловка)        | Bollgehnen                                        | Der Ort wurde 1947 umbenannt und war zunächst in den Dorfsowjet Matrossowski eingeordnet.                                                                 |
| Gorochowo (Горохово)       | Sprittlauken                                      | Der Ort wurde 1947 umbenannt und war zunächst in den Dorfsowjet Nowoselski eingeordnet.                                                                   |
| Jasnoje (Ясное)            | Kirchengrund                                      | Der Ort wurde 1950 umbenannt und war zunächst in den Dorfsowjet Nowoselski eingeordnet. Er wurde vor 1975 an den Ort Chrabrowo angeschlossen.             |
| Jelniki (Ельники)          | Kanten                                            | Der Ort wurde 1950 umbenannt und war zunächst in den Dorfsowjet Matrossowski eingeordnet.                                                                 |
| Kistenjowka (Кистенёвка)   | Kommau                                            | Der Ort wurde 1947 umbenannt und war zunächst in den Dorfsowjet Kosmodemjanski eingeordnet. Er wurde 1997 aus dem Ortsregister gestrichen.                |
| Matrossowo (Матросово)     | Uggehnen                                          | Der Ort wurde 1947 umbenannt und war zunächst der Verwaltungssitz des Dorfsowjets Matrossowski. Verwaltungssitz auch dieses Dorfsowjets/Dorfbezirks.      |
| Morschanskoje (Моршанское) | Schreitlacken                                     | Der Ort wurde 1950 umbenannt und war zunächst in den Dorfsowjet Nowoselski eingeordnet.                                                                   |
| Otradnoje (Отрадное)       | Karmitten                                         | Der Ort wurde 1947 umbenannt und war zunächst in den Dorfsowjet Matrossowski eingeordnet.                                                                 |
| Peschkowo (Пешково)        | Steinerkrug                                       | Der Ort wurde 1950 umbenannt und war zunächst in den Dorfsowjet Matrossowski eingeordnet. Er wurde vermutlich vor 1975 an den Ort Sosnowka angeschlossen. |
| Poljany (Поляны)           | Seehund [Wirtshaus]                               | Der Ort wurde 1950 umbenannt und war zunächst in den Dorfsowjet Matrossowski eingeordnet. Er wurde 1997 in Malinowka umbenannt.                           |
| Raduschnoje (Радужное)     | Ellerkrug                                         | Der Ort wurde 1950 umbenannt und war zunächst in den Dorfsowjet Nowoselski eingeordnet. Er wurde vor 1975 an den Ort Chrabrowo angeschlossen.             |
| Rjabinowka (Рябиновка)     | Groß Raum                                         | Der Ort wurde 1950 umbenannt und war zunächst in den Dorfsowjet Matrossowski eingeordnet.                                                                 |
| Saizewo (Зайцево)          | Trentitten                                        | Der Ort wurde 1947 umbenannt und war zunächst in den Dorfsowjet Nowoselski eingeordnet.                                                                   |
| Schatrowo (Шатрово)        | Norgehnen, 1938–1945: „Schugsten, nördliches Gut“ | Der Ort wurde 1947 umbenannt und war zunächst in den Dorfsowjet Matrossowski eingeordnet.                                                                 |
| Sokolowka (Соколовка)      | Stiegehnen                                        | Der Ort wurde 1950 umbenannt und war zunächst in den Dorfsowjet Matrossowski eingeordnet. Er wurde vor 1975 verlassen.                                    |
| Sosnowka (Сосновка)        | Fritzen                                           | Der Ort wurde 1947 umbenannt und war zunächst in den Dorfsowjet Matrossowski eingeordnet.                                                                 |

### Chrabrowskoje selskoje posselenije 2008–2013

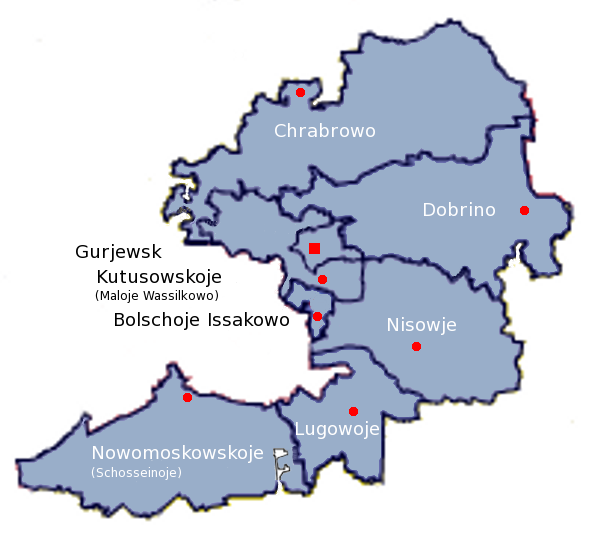
Lage der Landgemeinde Chrabrowskoje selskoje posselenije im Norden des Rajons Gurjewsk

Die Landgemeinde Chrabrowskoje selskoje posselenije (ru. Храбровское сельское поселение) wurde im Jahr 2008 eingerichtet. Sie umfasste 38 jeweils als „Siedlung“ (russisch: possjolok) eingestufte Ortschaften, die vorher zu den Dorfbezirken Chrabrowski selski okrug und Marschalski selski okrug gehörten. Auf einer Fläche von 236,0 km² lebten 7.378 Einwohner (Stand 2010). Im Jahr 2013 wurde die Landgemeinde wieder aufgelöst und deren Orte in den neu gebildeten Stadtkreis Gurjewsk eingegliedert.
| Ortsname                      | deutscher Name                                  |  | Ortsname                      | deutscher Name                    |
| ----------------------------- | ----------------------------------------------- |  | ----------------------------- | --------------------------------- |
| Berjosowka (Берёзовка)        | Schugsten (südl. Gut)                           |  | Otradnoje (Отрадное)          | Karmitten                         |
| Chrabrowo (Храброво)          | Powunden, Ellerkrug, Kirchengrund und Korreynen |  | Owraschnoje (Овражное)        | Nickelsdorf                       |
| Gajewo (Гаево)                | Kropiens                                        |  | Pirogowo (Пирогово)           | Sudnicken                         |
| Georgijewskoje (Георгиевское) | Konradshorst                                    |  | Prawdino (Правдино)           | Thiemsdorf                        |
| Gorlowka (Горловка)           | Bollgehnen                                      |  | Pridoroschnoje (Придорожное)  | Kirschappen                       |
| Gorochowo (Горохово)          | Sprittlauken                                    |  | Puschkinskoje (Пушкинское)    | bei Gallgarben                    |
| Iljitschjowo (Ильичёво)       | Görken                                          |  | Rjabinowka (Рябиновка)        | Groß Raum                         |
| Jelniki (Ельники)             | Kanten                                          |  | Roschkowo (Рожково)           | Perwissau                         |
| Kaschirskoje (Каширское)      | Schaaksvitte                                    |  | Saizewo (Зайцево)             | Trentitten                        |
| Krasnopolje (Краснополье)     | Regitten und Sperlings                          |  | Saliwnoje (Заливное)          | Postnicken, Jägertal und Möwenhof |
| Lasowskoje (Лазовское)        | Trömpau                                         |  | Schatrowo (Шатрово)           | Norgehnen/Schugsten (nördl. Gut)  |
| Liski (Лиски)                 | Kingitten                                       |  | Schemtschuschnoje (Жемчужное) | Kirche Schaaken                   |
| Malinowka (Малиновка)         | Seehund                                         |  | Selenopolje (Зеленополье)     | Krumteich                         |
| Marschalskoje (Маршальское)   | Gallgarben                                      |  | Sosnowka (Сосновка)           | Fritzen                           |
| Matrossowo (Матросово)        | Uggehnen                                        |  | Starorusskoje (Старорусское)  | Eythienen                         |
| Morschanskoje (Моршанское)    | Schreitlacken                                   |  | Stepnoje (Стөпное)            | Powarben                          |
| Naumowka (Наумовка)           | Germehnen                                       |  | Tschaikino (Чайкино)          | Rinau                             |
| Nekrassowo (Некрасово)        | Liska-Schaaken                                  |  | Uslowoje (Узловое)            | (Königlich) Neuendorf             |
| Opuschki (Опушки)             | Adlig Gallgarben                                |  | Wassiljewskoje (Василевское)  | Wesselshöfen                      |

## Burg
Zwischen 1265 und 1270 ließ der Bischof des Samlandes in Powunden eine Burg errichten, die dann wohl unter Bischof Johann Clare (1319–1344) in Stein aufgeführt wurde. Seit Mitte des 15. Jahrhunderts verfiel sie und diente 1584 als Steinbruch für den Ausbau von Laptau (russisch: Muromskoje). Letzte Gebäudereste wurden 1870 abgebrochen und nach Cranz (Selenogradsk) verkauft, wo sie zum Bau einer Chaussee dienten. Zu Beginn des 20. Jahrhunderts existierten nur noch ein Wehrgraben und Spuren der Feldsteinmauern.

## Verkehr
Chrabrowo ist über die russische Fernstraße A 191 (ehemalige deutsche Reichsstraße 128) und den Abzweig Otradnoje (Karmitten) zu erreichen. Eine direkte Schnellstraße Kaliningrad–Flughafen Kaliningrad-Chrabrowo steht unmittelbar vor der Fertigstellung.
Von 1916 bis 1945 war das damalige Powunden Bahnstation an der Bahnstrecke Groß Raum–Ellerkrug (russisch: Rjabinowka–Raduschnoje, jetzt: Chrabrowo) der Kleinbahn Groß Raum–Ellerkrug GmbH.

## Flugplatz
Im Zweiten Weltkrieg waren Nachtjagdstaffeln der Luftwaffe (Wehrmacht) bei Powunden stationiert. Der folgende sowjetische Militärflugplatz wurde seit 1962 auch als ziviler Flughafen genutzt. Ein modernes Empfangsgebäude wurde 1973 in Betrieb genommen, 2007 begann der Bau eines neuen Terminals, von dem ein Teil im Jahre 2015 wie eine Bauruine wirkt. Der IATA-Flughafencode des Flughafens ist KGD.

## Kirche

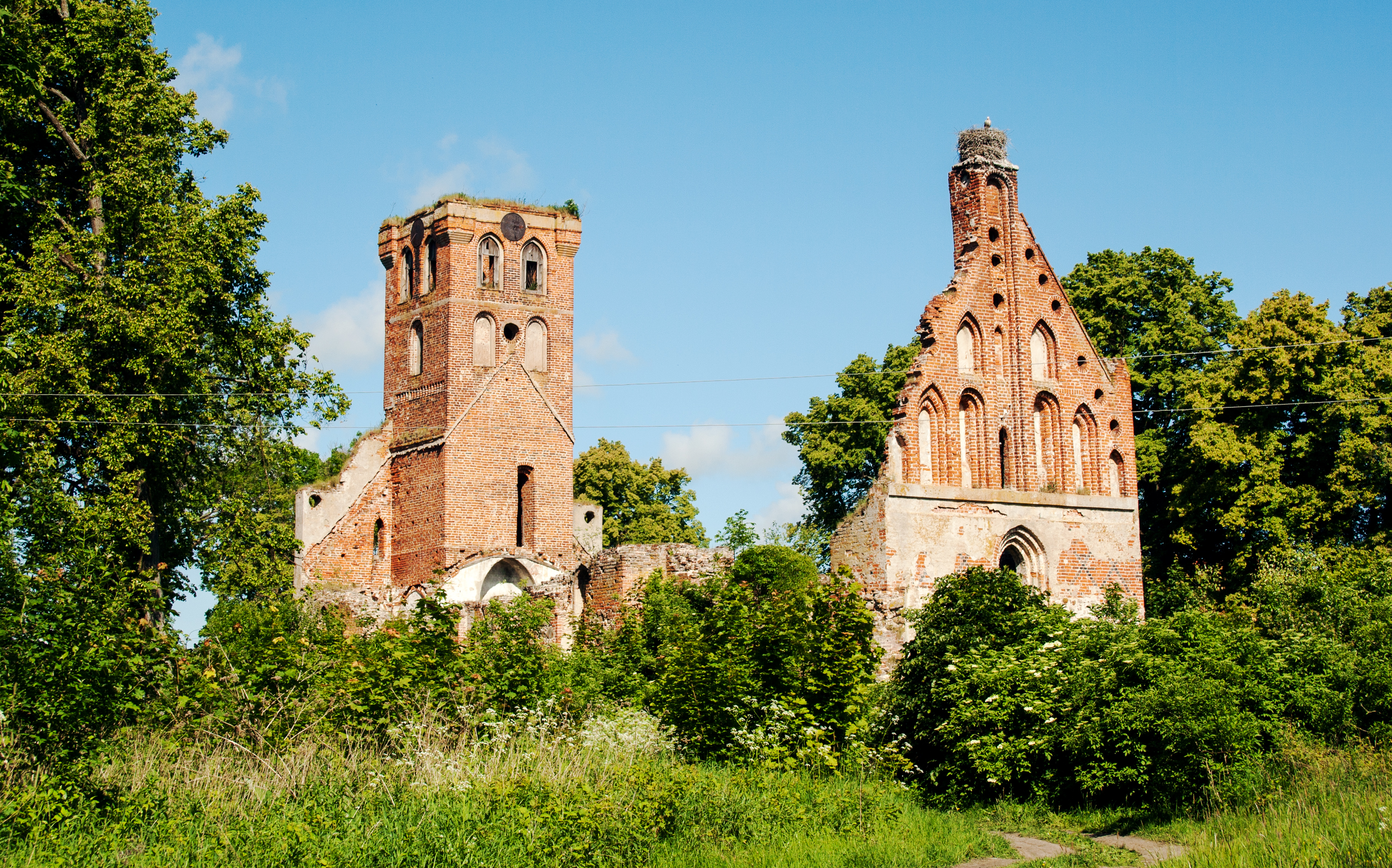
Ruine der Powundener Kirche

(mit Kirchspiel- und Pfarrerliste)

### Kirchengebäude
Am südlichen Ortseingang von Chrabrowo auf westlicher Seite befinden sich die Ruinenreste der Powunder Kirche. Sie entstand in der ersten Hälfte des 14. Jahrhunderts. Es handelt sich um ein Bauwerk aus verputzten Feld- und Ziegelbausteinen mit gerade geschlossenem Chor und gewölbtem Innenraum mit Wandmalereien aus den Jahren 1370/80, von denen kürzlich Spuren des Bildes des Apostels Paulus freigelegt werden konnten.
Zwar überstand die Kirche die Kriegsjahre unversehrt, wurde danach jedoch als Clubgebäude zweckentfremdet. Dann zerstörte ein Brand das Mauerwerk, und schließlich fand es als Steinbruch Abnehmer für den Bau von Privathäusern durch Militärangehörige. Heute sind nur noch Ruinenreste zu sehen.

### Evangelische Kirchengemeinde
Bereits im Jahre 1334 bestand in Powunden eine Pfarrei. Die lutherische Reformation fand dann relativ früh Einzug, und die Kirche wurde der Inspektion Fischhausen (russisch: Primorsk) unterstellt. Zuletzt war sie bis 1945 dem Kirchenkreis Königsberg-Land II in der Kirchenprovinz Ostpreußen der Kirche der Altpreußischen Union zugeordnet.
Heute liegt Chrabrowo im Einzugsgebiet der kleinen Gemeinde in Marschalskoje (Gallgarben). Sie ist Filialgemeinde der Auferstehungskirche in Kaliningrad (Königsberg) in der Propstei Kaliningrad der Evangelisch-lutherischen Kirche Europäisches Russland (ELKER).

## Persönlichkeiten
- Jakob von Bludau († 20. Januar 1358 in Powunden), Priester und Bischof von Samland (*um 1318)
- Gerd Rehberg, (* 8. Januar 1936 in Powunden), deutscher Politiker und Fußballfunktionär, u. a. Präsident/Vorstandsvorsitzender des FC Schalke 04 von 1994 bis 2007